# Знам ко ме је убио
Знам ко ме је убио (енгл. I Know Who Killed Me) амерички је психолошки трилер филм из 2007. године, редитеља Криса Сивертсона и сценаристе Џефа Хамонда. Главне улоге глуме Линдси Лохан, Џулија Ормонд, Нил Макдона и Брајан Герати. Прича филма врти се око младе жене коју је отео и мучио садистички серијски убица. Након што је преживела отмицу, она инсистира да је њен идентитет друга жена.
Филм је издат 27. јула 2007. године, дистрибутера TriStar Pictures-а, а оцењен је као критички и комерцијални неуспех на биоскопким благајнама и од тада се назива једним од најгорих снимљених филмова икада. Филм је био најнаграђиванији на 28. додели Златних малина, освојивши осам од девет номинација, као што је најгори филм и Лохан која се везује за себе да освоји најгору глумицу, као и најгори филмски пар за оба лика које је глумила. Ипак, постигао је успешније настиупе кућног видеа, скоро учетворостручивши бруто биоскопске благајне у САД процењеној продаји DVD-а у земљи. Филм је касније постао култни и неколико његових пројекција приказани су у историјским позориштима и филмским фестивалима.

## Радња
Поново се појављује млада жена која је нестала, али она тврди да је потпуно друга особа.

## Улоге
| Глумац         | Улога                     |
| -------------- | ------------------------- |
| Линдси Лохан   | Обри Флеминг / Дакота Мос |
| Џулија Ормонд  | Сузан Флеминг             |
| Нил Макдона    | Данијел Флеминг           |
| Брајан Герати  | Џерод Појнтер             |
| Гарсел Бове    | агент Џули Баском         |
| Спенсер Гарет  | агент Фил Лазарус         |
| Грегори Ицин   | др Грег Џејмсон           |
| Џесика Ли Роуз | Марша                     |
| Меган Хенинг   | Анја                      |
| Бони Аронс     | Дебела Тина               |
| Кенја Мур      | Џазмин                    |
| Родни Роуланд  | Кени Скалф                |
| Томас Тофел    | Даглас Норквист           |